# Tramwaje w Eupatorii
Tramwaje w Eupatorii – system komunikacji tramwajowej w mieście Eupatoria na Krymie. Pierwsza linia tramwajowa powstała w 1913. System jest jednotorowy z mijankami, o rozstawie szyn 1000 mm.

## Linie
| Linia | Trasa |
| ----- | --- |
|       | Mikrorajon «Suputnyk-2» ↔ Wułycia Simferopolśka prospekt Peremohy – wuł. 9 Trawnia – wuł. 60-riczczia WŁKSM – wuł. Połupanowa – prospekt Łenina – wuł. Rewoluciji |
|       | Łyman ↔ Miśkyj teatr wuł. Połupanowa – wuł. Majakowśkoho – wuł. Moskowśka – wuł. Kirowa – wuł. Hohola                                                             |
|       | Zaliznycznyj wokzał ↔ Hotel «Ukrajina» wuł. Frunze |
|       | Wułycia Simferopolśka ↔ Nowyj plaż wuł. Simferopolśka |

## Tabor

### Tabor liniowy
Stan z 18 lutego 2023 roku
| Zdjęcie        | Typ            | Eksploatacja od | Liczba |
| -------------- | -------------- | --------------- | ------ |
|                | Tatra KT4SU    | 1987            | 1      |
|                | Gotha T57      | 1969            | 4      |
|                | 71-411         | 2021            | 20     |
|                | 71-411-03      | 2021            | 7      |
| Łączna liczba: | Łączna liczba: | Łączna liczba:  | 32     |

W lipcu 2013 roku władze miasta wstępnie wyraziły zainteresowanie zakupem ukraińskiego tramwaju Elektron T5L64.

### Tabor techniczny
| Zdjęcie        | Typ            | Eksploatacja od | Liczba |
| -------------- | -------------- | --------------- | ------ |
|                | Gotha T57      | 1957            | 1      |
|                | Gotha T59E     | 1959            | 1      |
| Łączna liczba: | Łączna liczba: | Łączna liczba:  | 2      |

## Galeria zdjęć

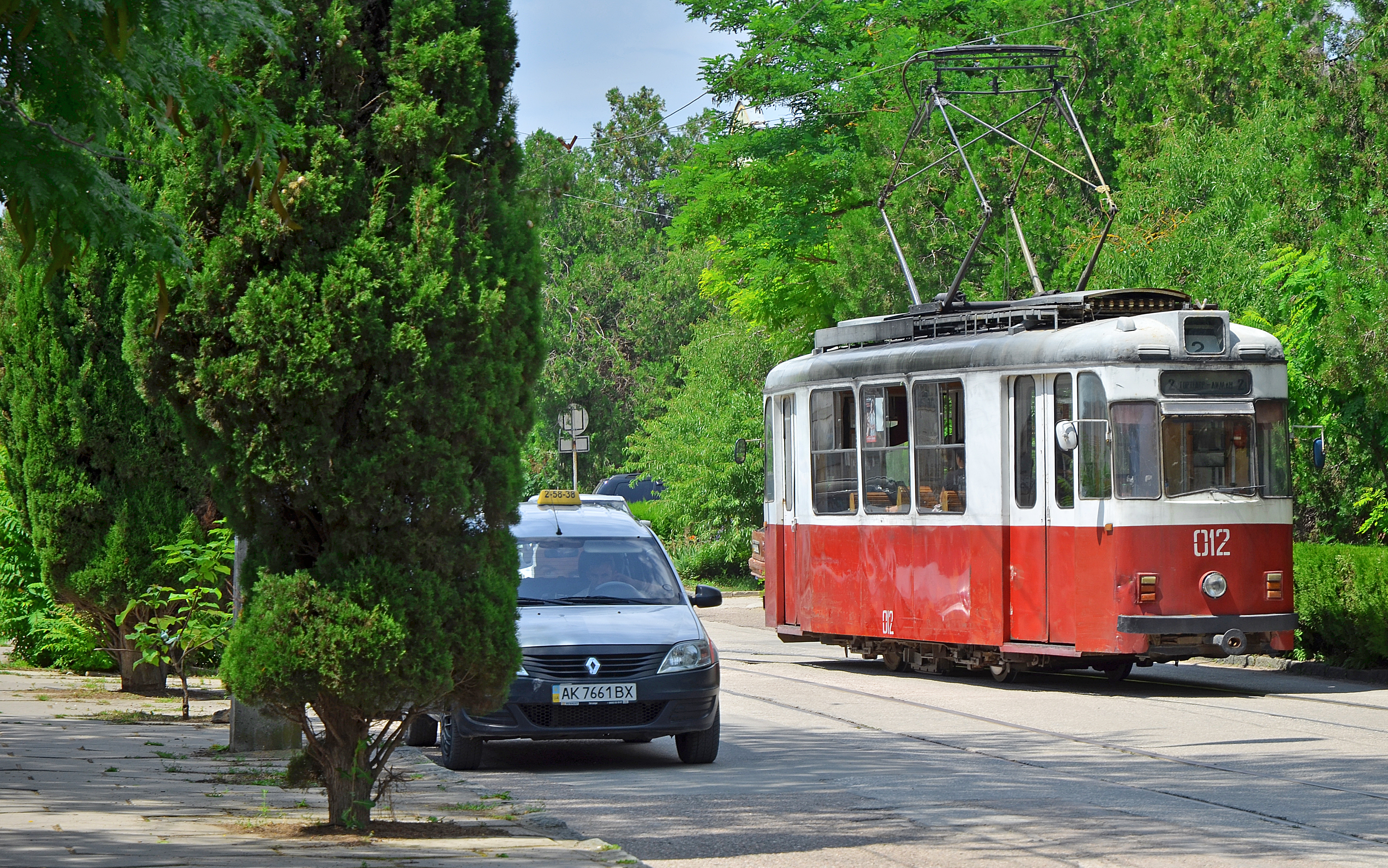
Gotha T57 na linii nr 2 (2015)
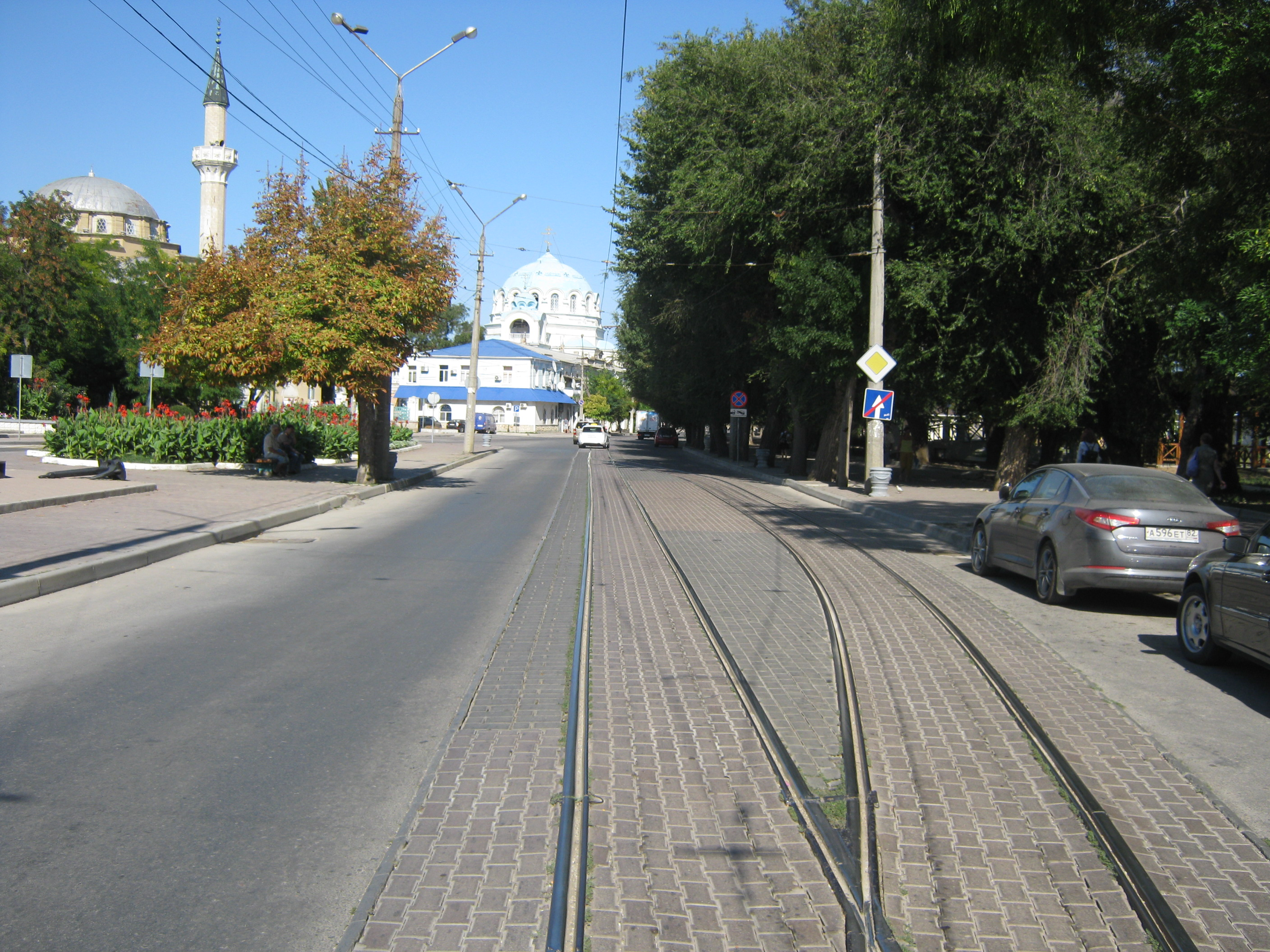
Mijanka na ulicy Rewolucji (2008)
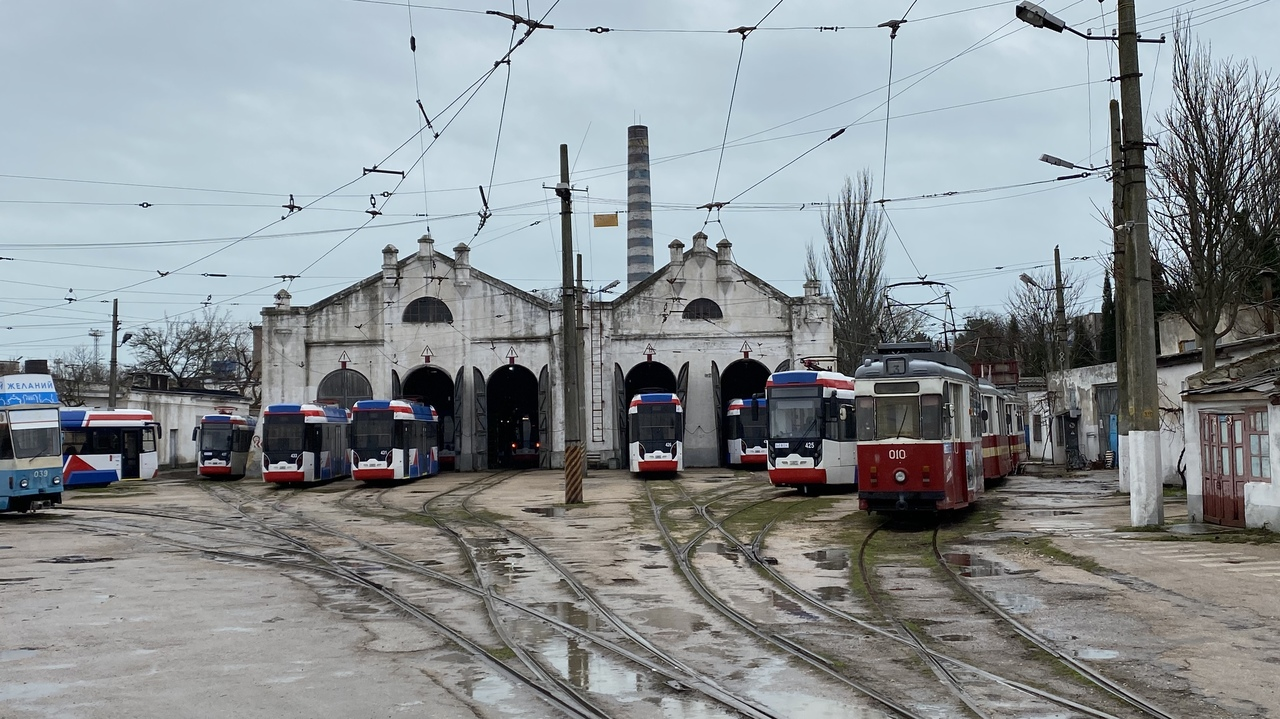
Zajezdnia tramwajowa